# Stimmkreis Tirschenreuth
Der Stimmkreis Tirschenreuth (Stimmkreis 307) ist ein Stimmkreis in der Oberpfalz. Er umfasst den Landkreis Tirschenreuth sowie die Städte Eschenbach i.d.OPf., Grafenwöhr, Neustadt am Kulm, Pressath, Windischeschenbach und die Gemeinden Kirchenthumbach, Schlammersdorf, Schwarzenbach, Speinshart, Trabitz, Vorbach des Landkreises Neustadt an der Waldnaab. Wahlberechtigt waren bei der letzten Landtagswahl 81.799 Einwohner.

## Landtagswahl 2023
Zur Landtagswahl 2023 traten folgende Parteien und Direktkandidaten im Stimmkreis Tirschenreuth an und erzielten folgende Ergebnisse:
| Nr. | Direktkandidat     | Partei       | Erststimmen in % | Gesamtstimmen in % |
| --- | ------------------ | ------------ | ---------------- | ------------------ |
| 1   | Tobias Reiß        | CSU          | 43,8             | 44,6               |
| 2   | Anna Schwamberger  | GRÜNE        | 5,4              | 5,8                |
| 3   | Bernhard Schmidt   | Freie Wähler | 18,7             | 17,4               |
| 4   | Stefan Löw         | AfD          | 18,1             | 18,3               |
| 5   | Karl Georg Haubelt | SPD          | 6,8              | 7,1                |
| 6   | Wolfgang Karbstein | FDP          | 2,2              | 2,0                |
| 7   | Alexander Völkl    | LINKE        | 1,3              | 1,1                |
| 8   | Andreas Kandler    | BP           | 1,4              | 1,4                |
| 9   | Robert Lechner     | ÖDP          | 1,0              | 1,0                |
| 10  | -                  | V-Partei³    | -                | 0,1                |
| 11  | Wolfgang Rosner    | dieBasis     | 1,2              | 1,1                |
| 12  | -                  | Volt         | -                | 0,1                |

## Landtagswahl 2018
Die Landtagswahl 2018 hatte folgendes Ergebnis:
- Wahlbeteiligung: 74,4 %
- Stimmberechtigte: 81.799
- Wähler: 61.053
- Ungültige Erststimmen: 676
- Gültige Erststimmen: 60.377
- Ungültige Gesamtstimmen: 1.341
- Gültige Gesamtstimmen: 120.760

| Direktkandidat       | Partei               | Erststimmen in % | Gesamtstimmen in % | +/- zu 2013 |
| -------------------- | -------------------- | ---------------- | ------------------ | ----------- |
| Tobias Reiß          | CSU                  | 47,4             | 46,3               | - 8,2       |
| Jutta Deiml          | SPD                  | 10,0             | 11,5               | − 7,8       |
| Bernhard Schmidt     | Freie Wähler         | 14,6             | 13,9               | + 2,1       |
| Anna Toman           | GRÜNE                | 8,3              | 8,2                | + 4,2       |
| Reinhard Heinrich    | FDP                  | 2,6              | 2,6                | + 1,3       |
| Christian Weidner    | DIE LINKE            | 2,4              | 2,3                | + 0,5       |
| Maximilian Schmieder | BP                   | 2,5              | 2,2                | + 0,3       |
| Theresia Kunz        | ÖDP                  | 1,3              | 1,1                | - 0,7       |
| –                    | PIRATEN              | –                | 0,2                | - 1,3       |
| Stefan Löw           | AfD                  | 11,1             | 11,1               | + 11,1      |
| -                    | mut                  | -                | 0,2                | + 0,2       |
| -                    | Die Partei           | -                | 0,3                | + 0,3       |
| -                    | Gesundheitsforschung | -                | 0,1                | + 0,1       |
| -                    | V-Partei³            | -                | 0,1                | + 0,1       |

Neben dem direkt gewählten Stimmkreisabgeordneten Tobias Reiß (CSU) wurden die Grünen-Kandidatin Anna Toman und der AfD-Kandidat Stefan Löw über die jeweiligen Bezirkslisten ihrer Partei in den Landtag gewählt.

## Landtagswahl 2013
2013 bekam der Stimmkreis Tirschenreuth die Nummer 307, weil der Stimmkreis Regensburg-Land, Schwandorf aufgelöst worden war.
Die Landtagswahl 2013 hatte folgendes Ergebnis:
- Wahlbeteiligung: 66,8 %
- Stimmberechtigte: 83.876
- Wähler: 55.991
- Ungültige Erststimmen: 847
- Gültige Erststimmen: 55.143
- Ungültige Gesamtstimmen: 1.869
- Gültige Gesamtstimmen: 110.111

| Direktkandidat           | Partei       | Erststimmen in % | Gesamtstimmen in % | +/- zu 2008 |
| ------------------------ | ------------ | ---------------- | ------------------ | ----------- |
| Tobias Reiß              | CSU          | 54,5             | 54,6               | + 7,1       |
| Berthold Kellner         | SPD          | 18,3             | 19,2               | + 0,4       |
| Ely Eibisch              | Freie Wähler | 12,8             | 11,8               | - 2,4       |
| Heidrun Schelzke-Deubzer | GRÜNE        | 4,3              | 4,0                | - 0,1       |
| Thomas Dischinger        | FDP          | 1,0              | 1,3                | - 3,5       |
| Martin Bolchovitinov     | LINKE        | 1,8              | 1,8                | - 2,4       |
| Theresia Kunz            | ÖDP          | 1,8              | 1,8                | - 0,1       |
| Otto Hofmeister          | REP          | 0,6              | 0,6                | - 0,3       |
| Michael Meier            | NPD          | 1,4              | 1,5                | - 0,9       |
| Fritz Witt               | BP           | 2,3              | 1,9                | + 0,9       |
| Klaus Christian Allgäuer | Piraten      | 1,3              | 1,5                | + 1,5       |

## Landtagswahl 2008
2008 hatte der Stimmkreis Tirschenreuth die Nummer 308.
Die Landtagswahl 2008 hatte folgendes Ergebnis:
- Wahlbeteiligung: 61,6 %
- Stimmberechtigte: 81.195
- Wähler: 49.980
- Ungültige Erststimmen: 551
- Gültige Erststimmen: 49.429
- Ungültige Gesamtstimmen: 1.634
- Gültige Gesamtstimmen: 98.325

| Direktkandidat    | Partei       | Erststimmen in % | Gesamtstimmen in % | +/- zu 2003 |
| ----------------- | ------------ | ---------------- | ------------------ | ----------- |
| Tobias Reiß       | CSU          | 47,3             | 47,6               | - 19,2      |
| Alfred Schuster   | SPD          | 18,0             | 18,4               | + 0,8       |
| Franz Heinrich    | GRÜNE        | 4,3              | 4,1                | + 0,7       |
| Karl Lorenz       | Freie Wähler | 14,8             | 14,5               | + 9,6       |
| Albert Pointinger | FDP          | 4,6              | 4,8                | + 3,4       |
| Adolf Franz       | REP          | 1,0              | 0,9                | - 1,5       |
| Rita Wiesend      | ödp          | 2,1              | 1,9                | - 0,4       |
| Fritz Witt        | BP           | 1,1              | 1,0                | + 0,1       |
| -                 | BüSo         | -                | -                  | 0,0         |
| -                 | Bürger-Block | -                | -                  | -           |
| Klaus Schmitsdorf | LINKE        | 4,2              | 4,1                | + 4,1       |
| -                 | VIOLETTE     | -                | -                  | -           |
| Karsten Panzer    | NPD          | 2,4              | 2,4                | + 2,4       |
| -                 | RRP          | -                | 0,2                | + 0,2       |